# Madeleine Isaksson
Madeleine Isaksson, née en 1956, est une compositrice franco-suédoise. Elle vit et travaille en France depuis le début des années 1990.

## Biographie
Madeleine Isaksson nait en 1956 à Stockholm, dans une famille de musiciens. Son grand-père, d'origine allemande, lui fait découvrir Franz Schubert. Elle pense d'abord faire une carrière de pianiste, puis pianiste accompagnatrice au sein de l'Académie de ballet de Stockholm puis à l'École supérieure de danse de Stockholm. Elle étudie à l'École royale supérieure de musique de Stockholm de 1979 à 1987 où elle est acceptée dans la classe de composition,. Elle obtient un diplôme de professeur de piano auprès de Gunnar Hallhagen, puis de composition avec Gunnar Bucht et Sven-David Sandström. Elle est encouragée à poursuivre ses études par Brian Ferneyhough. Elle étudie également avec Pär Lindgren (musique électro-acoustique), Arne Mellnäs (en) (instrumentation), and Bo Wallner (théorie et analyse musicale).
En 1985, elle rencontre le compositeur grec Iannis Xenakis, puis, à l'Université de musique de Darmstadt, elle rencontre Morton Feldman, découvre aussi la musique d'Helmut Lachenmann et assiste à l'homme au compositeur italien Giacinto Scelsi. Elle découvre aussi l'Institut de recherche et coordination acoustique/musique à ce moment-là. Elle est invitée à suivre sa formation à l'étranger par Brian Ferneyhough, et bénéficie pour cela d'une bourse du gouvernement des Pays-Bas. En 1987, elle étudie au Conservatoire royal de La Haye, où elle est l'élève de Louis Andriessen. Elle reçoit ensuite une nouvelle bourse d'étude et part étudier à la Cité internationale des arts de Paris. En 1991 et 1993, elle retrouve Brian Ferneuhough à l'abbaye de Royaumont. Elle suit un stage auprès de Luca Francesconi et Emmanuel Nunes à l'Ircam en 1995, avant de s'installer définitivement en France.

## Esthétique
Sa musique peut être caractérisée par une concentration dramatique interne et l’expression de l’intime, une métrique fluctuante sensible aux lois de la gravitation. Elle s'intéresse rapidement à la musique française, son attrait pour le timbre et l'espace musical. Pour le musicologue François-Gildas Tual, cela tient de l'admiration du père de la compositrice pour Claude Debussy et l'impressionnisme français. Sa musique, pourtant propagée dans plusieurs pays du monde, trouve un moindre écho en France, alors même qu'en Suède, la situation des compositrices change peu à peu.
Bien qu'elle utilise la partition notée conventionnelle, elle fait des esquisses graphiques en couleur de ses œuvres. Elle s'inspire aussi parfois d'œuvre graphiques pré-existantes, que ce soit un dessin ou une photographie, à l'image de ce qu'elle compose pour Ici est ailleurs, inspiré d'un triptyque de son conjoint le photographe Jean-Louis Garnell. Si cela ne se constate pas à l'écoute, il n'en reste pas moins que l'écriture en est très contrapuntique et prend parfois forme sous des tempi ou des métriques différentes aux différentes parties d'un même ensemble.

## Œuvres
Elle a composé pour instrument solo, duo, trio, quatuor, ensemble, orchestre et musique vocale.
- Tre sånger (Trois chansons) (1982) - soprano, clarinette, piano
- Chaconne (1982) - piano
- Tång (Algues) (1984) - cor anglais, basson, clarinette basse, clarinette basse, harpe, clavecin, violoncelle, contrebasse
- 7 formade frön (1984) - piano
- Löp (1986) - soprano, mezzo-soprano, accordéon, 5 percussionnistes
- Itu (1986) - électroacoustique
- Därimellan (Entre deux) (1987) - voix (mezzo-soprano), guitare électrique
- Capriola (1989) - saxophone baryton, trombone
- Stråkvåg (1990) - quatuor à cordes
- Tjärnöga - Ö blå (1990) - cor solo
- färde (1991) - violon, piano à queue - ouvert
- Som om (1991) - flûte alto, clarinette basse, alto, violoncelle, contrebasse, percussion
- Tillstånd - Avstånd (1992) - pour 16 musiciens
- inné (1993) - flûte, hautbois, saxophone (clarinette), cor, basson, violon, alto, violoncelle, contrebasse
- Å svävare (1993-1995) - soprano, mezzo soprano, baryton, alto, violoncelle
- Fästen o fall (1995-96) - orchestre de chambre : double quintette à vents, clarinettes basse, 17 cordes
- Andelek (1997) - quatuor de saxophones : sopranino, 2 sopranos, baryton
- Ici est ailleurs (1998/2001) - flûte, percussion, violon, alto, violoncelle, contrebasse
- Rum (Rooms) (1999-2000) - flûte alto, clarinette basse, violoncelle, percussion
- Blad över blad / Feuille sur feuille (2000) - soprano, mezzo-soprano, violoncelle
- Ambo (2001) - flûte alto, violon
- Axis (2002) - violon (avec chuchotement/voix), percussions (3 bongos, crotales, glockenspiel, timbale avec cymbale)
- Failles (2003) - trombone, flûte à bec (ténor, sopranino), violoncelle
- Fibres (2004) - flûte (alto/piccolo), alto, guitare 10 cordes
- Îlots (2005 - 2007) - grand orchestre (+ saxophone, accordéon)
- Les Sept Vallées (2006) - flûte à bec solo: soprano, alto, sopranino, ténor
- Infra (2007) - duo de violon
- Sondes (2009) - flûte basse/flûte alto, cor anglais/hautbois, saxophone alto (ou clarinette en La), piano, percussion, violon, violoncelle
- Ciels (2009-2011) - six voix solistes : soprano, mezzo-soprano, alto, ténor, baryton, basse
- Dans l'air (2010) - 2 sopranos, mezzo-soprano
- Far… (2011) - guitare alto et électronique
- Terre de l'absence (2012) - six voix solistes : soprano, mezzo-soprano, alto, ténor, baryton, basse
- Flux (2012) - quintette de cuivres
- Isär (2012) - flûte (basse, alto, piccolo), clarinette (basse, Si bémol), percussion, piano, violon, alto, violoncelle
- Várije (2013) - pour chœur d’enfants (avec deux solistes soprano) et chœur d’enfants du yoïk sámi
- Hemligheten (2013) - haute-contre, flûte à bec, violon (baroque), viole de gambe, théorbe
- Vide supra (2014) - deux violons
- Vågkammar (2015) - piano solo pour main gauche
- In quarto (2016) - quatuor de flûtes
- Bridges (2016) - cuivres et percussion : 4/2/3/1/timp. + perc.
- Traces (2017) - trio à cordes : violon, alto et violoncelle
- Ljusrymd (2017) - orchestre: 2222/423/ timb. + perc/cordes
- Luftstegen (2018) - violon, piano, percussions (coréennes)
- Trembles (2018) - ensemble de contrebasses
- Springkällor (2018) - piano (pianiste improvisateur) et 7 instruments
- Écrits sur l'eau (2020) - piano solo (création enregistrée le 15 décembre 2020 à l’auditorium de Radio France ; Maroussia Gentet, piano)[6]
- Tjälen går ur jorden (Soil frost thawing) (2020) - violon solo (création en 2020 par la violoniste Karin Hellqvist au Concert Hall de Stockholm)[7]
- Graphe (2022) - ensemble de percussions (création en 2022 pour l’ensemble percutonic dirigé par Attilio Terlizzi dans le cadre du festival des musiques démesurées)[8]